# Chardonneret de Yarrell
Spinus yarrellii
Espèce
Statut de conservation UICN

 VU  : Vulnérable
Statut CITES
Le Chardonneret de Yarrell (Spinus yarrellii, anciennement Carduelis yarrellii), aussi appelé Tarin de Yarrell en référence au naturaliste britannique William Yarrell est une espèce de passereaux de la famille des fringillidés (ou Fringillidae).
C'est une espèce d'oiseau protégée.

## Nomenclature
Son nom commémore le naturaliste et libraire britannique William Yarrell (1784-1856).

## Description
Ses couleurs, ses dessins et son chant unique en font une espèce très prisée par les braconniers.
Le mâle, d'un jaune intense, porte une calotte noire.
Les joues, le menton, le cou, la poitrine, le ventre, la zone péri-anale et le croupion sont jaunes.
La nuque, les épaules et le dos sont verts. La queue est noire.
Les ailes sont noires marquées de dessins typiques.
Les pointes des rémiges tertiaires et secondaires sont marquées de jaune. Les rémiges primaires sont noires.
La femelle ne porte pas de calotte.
L'ensemble du corps est vert jaune à jaune avec les mêmes dessins que ceux du mâle.

## Protection
Le Chardonneret de Yarrell est inscrit sur la liste des espèces menacées d'extinction.
Il est protégé par l'annexe II de la Convention de Washington et par l'annexe B du Règlement Communautaire.

## Distribution
En deux aires isolées et séparées de près de 3 500 km dans le nord du Venezuela (Carabobo) et le nord-est du Brésil (Ceará, Paraíba, Pernambuco, Alagoas).

## Habitat
Le chardonnet de Yarrell est inféodé à la caatinga (association d’arbustes, de buissons épineux et de cactées), aux lisières de forêts humides et aux formations secondaires en dessous de 550 m mais il visite aussi les abords des zones cultivées, les plantations (caféiers) et même parfois les villes.

## Alimentation
Elle est très mal connue et consisterait en graines et en fruits.

## Nidification
Elle est également méconnue mais semble liée écologiquement aux pins pour le chant et la nidification.

## Statut
BirdLife International (2010) considère l’espèce comme vulnérable avec des effectifs estimés entre 10,000 et 20,000 oiseaux mais en recul et sur une superficie de 1 000 km2. Pour le Brésil, il n’y a pas de données de Paraíba et de Ceará depuis, respectivement 1957 et 1958. L’espèce était considérée, dans les années 1980, comme localement commune à Pernambuco et Alagoas mais rare ailleurs. Il existe deux récentes observations de Pernambuco dont l’une pourrait être consécutive à un relâcher d’oiseaux après confiscation par des contrôleurs. Très peu d’oiseaux ont été observés à Murici en 1995-1996. Ce constat suggère un important déclin à la fois dans les effectifs et la répartition.
Pour le Venezuela, des spécimens ont été capturés dans deux sites dans le sud-est de Carabobo et il existe d’autres rapports locaux de présence dans ce secteur mais il n’y a pas eu d’autres observations dûment confirmées et on a suggéré que ces sujets étaient des oiseaux échappés de captivité. Pour le Brésil, des populations relictuelles ont été récemment observées dans les provinces d’Alagoas (Pedra Talhada, Murici et Usina Laginha), de Pernambuco (Saltinho, Sierra Grande Caramarigbe, Bitury, Caetes, Caruaru, Ibimirim et Serra Negra), de Piaui (Serra da Capivara) et de Bahia (Jeremoabo).

## Menaces
Selon BirdLife International (2010), l’espèce paie un lourd tribut surtout au commerce illégal à la fois sur le plan national et international. Dans les années 1980, on dénombra jusqu’à 700 oiseaux sur le marché de Fortaleza et de 60 à 100 apparaissaient, de façon saisonnière, sur le marché de Caxias à Rio de Janeiro. Secondairement, l’espèce peut aussi souffrir de l’utilisation de pesticides.

## Mesures en cours
Le chardonnet de Yarrell est inscrit en annexe 2 de la CITES et est protégé sur le plan national, à la fois, au Venezuela et au Brésil. Au Brésil, des sites protégés comme Pedra Talhada, Serra Negra et Saltinho Biological Reserves, Serra da Capivara National Park et Tapacurá Ecological Station abritent l’espèce.

## Mesures proposées
BirdLife International (2010) propose de déterminer la distribution actuelle, la fréquence et les exigences écologiques notamment à Alagoas et Pernambuco au Brésil et de préciser sa répartition actuelle au Venezuela. Il suggère aussi de classer Murici en réserve biologique et assurer du même coup sa protection ainsi que de renforcer les contrôles sur les captures et le commerce des oiseaux.